# アマンダ・フーパー
アマンダ・フーパー(Amanda Hooper、1980年- 2011年2月22日）は、ニュージーランドのホッケー選手。サウスランド地方ワイカイア出身。
2001年から2003年までホッケー女子ニュージーランド代表に選出され、コモンウェルスゲームズや女子ホッケーワールドカップに出場している。2011年のクライストチャーチ地震に巻き込まれ、3月11日に死亡が発表された。